# گائتان بلاود
گائتان بلاود (انگلیسی: Gaëtan Belaud؛ زادهٔ ۱۶ سپتامبر ۱۹۸۶) بازیکن فوتبال اهل فرانسه است که در پست مدافع بازی می‌کرد.
از باشگاه‌هایی که در آن بازی کرده‌است می‌توان به باشگاه فوتبال گنگام و باشگاه فوتبال استاد برستوا ۲۹ اشاره کرد.